# أشلي بلومفيلد
آشلي بلومفيلد (من مواليد عام 1966) مسؤول في الصحة العامة بنيوزيلندا. وهو الرئيس التنفيذي لوزارة الصحة والمدير العام للصحة في البلاد. كان الأخصائي الصحي المواجه للجمهور الذي يواجه وسائل الإعلام خلال وباء فيروس كورونا في البلاد نيابة عن الحكومة، منذ المؤتمر الصحفي الأول في 27 يناير 2020.

## النشأة والأسرة
وُلد بلومفيلد في عام 1965 أو 1966، وهو واحد من ثلاثة أطفال من آلان أولاف بلومفيلد وميرين أليس بلومفيلد (née Osborne). كانت والدته معلمة مدرسة، بينما كان والده برتبة مقدم في فوج المشاة الملكي النيوزيلندي (القوة الإقليمية) ومديرًا في شركة ميتسوبيشي موتورز في بوريروا، وتم تعيينه عضوًا في وسام الإمبراطورية البريطانية في عام 1974 الجديد مرتبة الشرف. نشأ وترعرع في تاوا، إحدى ضواحي ويلينغتون، وتلقى تعليمه في كلية سكوتس، حيث كان رئيسًا للولاية.
تخرج بلومفيلد من جامعة أوكلاند في الطب عام 1990. وفي نفس الوقت تقريبًا تزوج من زوجته ليبي، وهي طبيبة أيضًا.

## المسار الوظيفي

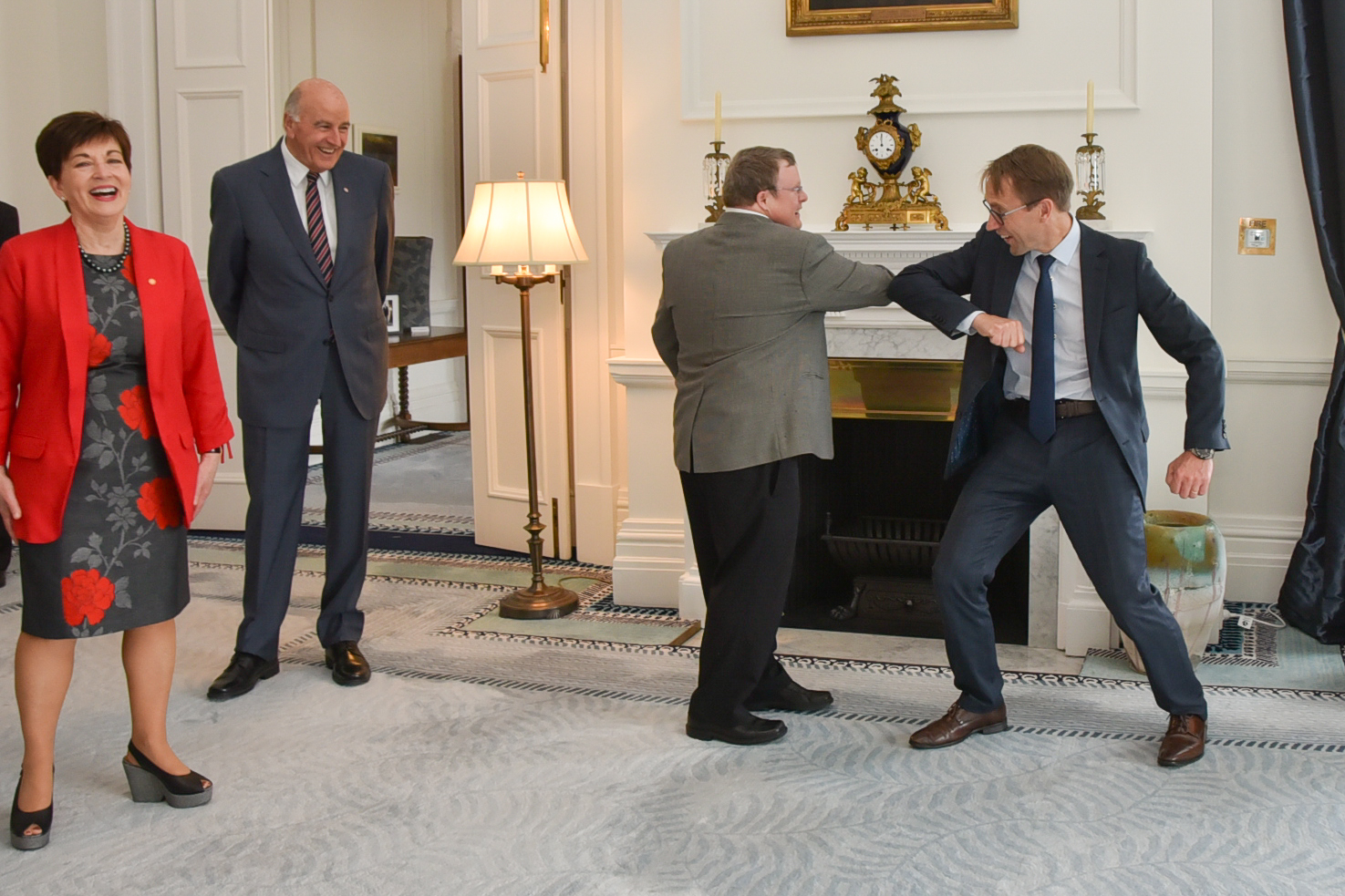
اشلي بلومفيلد نتوء الكوع

كان لدى بلومفيلد عدة سنوات من العمل السريري ومن عام 1996 تخصص في طب الصحة العامة،  مع التركيز على الأمراض غير المعدية. بين عامي 2004 و 2006، كان بلومفيلد مديرًا بالنيابة للصحة العامة في وزارة الصحة. من 2006 إلى 2010، كان كبير مستشاري الصحة العامة بالوزارة.
من أواخر عام 2010 إلى أواخر عام 2011، كان يعمل في منظمة الصحة العالمية في جنيف للعمل على الوقاية من الأمراض غير المعدية ومكافحتها مع التركيز العالمي. من عام 2012 إلى عام 2015، تولى مناصب قيادية عبر المجالس الصحية المحلية مع منطقة العاصمة والساحل، وهوت فالي، وويرارابا. من عام 2015 إلى 2018، كان بلومفيلد رئيسًا تنفيذيًا لمجلس الصحة في منطقة هوت فالي. في النصف الأول من عام 2018، تم انتداب بلومفيلد إلى مجلس الصحة في منطقة العاصمة والساحل حيث كان الرئيس التنفيذي المؤقت. منذ يونيو 2018، كان الرئيس التنفيذي لوزارة الصحة في البلاد والمدير العام للصحة في البلاد. منذ أن بدأ منصب الرئيس التنفيذي للوزارة، تلقى تدريبًا على القيادة في كلية سعيد للأعمال بجامعة أكسفورد.
يصف الزملاء بلومفيلد بأنه «مُقاسي ومنهجي وهادئ ومعقول». وصفه الصحفي السابق تيس نيكول، الذي يكتب لمجلة سليت الأمريكية على الإنترنت، بأنه «هاجس نيوزيلندا الحالي، ورعشة غير محتملة، وبطل رعاية صحية معتدل».